# Ghadżarije-je Jek
Ghadżarije-je Jek (pers. قجريه يك) – wieś w południowym Iranie, w ostanie Chuzestan. W 2006 roku miejscowość liczyła 800 osoby w 149 rodzinach.